# IC 2878
IC 2878 ist eine Linsenförmige Galaxie vom Hubble-Typ S0 im Sternbild Löwe an der Ekliptik. Sie ist schätzungsweise 260 Millionen Lichtjahre von der Milchstraße entfernt und hat einen Durchmesser von etwa 25.000 Lichtjahren.
Im selben Himmelsareal befinden sich u. a. die Galaxien IC 2842, IC 2852, IC 2855, IC 2862.
Das Objekt wurde am 27. März 1906 von Max Wolf entdeckt.